# Éconoclaste
Ne doit pas être confondu avec l'association « les Econoclastes ».
Éconoclaste est un blog francophone consacré à l'économie.  Il est tenu depuis le début des années 2000 par Stéphane Ménia et Alexandre Delaigue.

## Histoire
Le site est fondé dans les années 2000 par deux agrégés d'économie et de gestion. Il devient un des blogs économiques majeurs en France avec le blog de Gizmodo d'Anne Lavigne,.
Le site permet de faire connaître Alexandre Delaigue, qui est par la suite recruté par France Info pour l'émission Classe Éco. Le site est également à l'origine d'un glossaire, réutilisé dans divers ouvrages de vulgarisation économique.

## Publications
- 2008 : Sexe, drogue... et économie, Pearson
- 2010 : Nos phobies économiques, Pearson
- 2015 : (Stéphane Ménia) Trois débats économiques. Chômage, désindustrialisation, dettes publiques, Kindle Direct Publishing
- 2017 : (Alexandre Delaigue) Où sont-ils ? Les extraterrestres et le paradoxe de Fermi, CNRS Éditions